# Первое народное ополчение
Первое народное (земское) ополчение — ополчение под руководством Прокопия Ляпунова, Ивана Заруцкого и князя Дмитрия Трубецкого, пытавшееся в 1611 году положить конец польско-литовской оккупации Москвы.

## Внутренняя обстановка в России в 1608—1610 годах
Объявив себя в июне 1607 года новым претендентом на русский престол, Лжедмитрий II к июню 1608 года сильно упрочил своё положение и подошёл к Москве. После безуспешной попытки взять Москву он был вынужден остановиться в селе Тушино, в двенадцати километрах от Москвы. В этот период многие города России признали Лжедмитрия II, только Троице-Сергиев монастырь, города Коломна, Смоленск, Переяславль-Рязанский, Нижний Новгород и ряд сибирских городов остались верными царю Шуйскому.
Столь бедственное положение России вынудило царя Василия Шуйского прибегнуть к помощи шведов. Карл IX послал в Россию в апреле 1609 года передовой отряд под руководством Якоба Делагарди. Русские войска под предводительством родственника царя, популярного в правительстве Шуйского талантливого воеводы князя Михаила Васильевича Скопина-Шуйского совместно со шведами изгнали поляков из Пскова и других городов и в октябре 1609 года подошли к Москве. Освободив Александровскую слободу, Скопин-Шуйский вынудил помогавшего Лжедмитрию II гетмана Сапегу снять осаду Троице-Сергиевого монастыря.
Восприняв альянс русских со шведами как угрозу для Польши, король Сигизмунд III перешёл к открытым действиям против Московского государства. В середине сентября 1609 года передовой корпус под руководством Льва Сапеги пересёк русскую границу, направляясь к Смоленску. Вскоре к городу подошёл сам король Сигизмунд, приглашая к себе на службу всех поляков и всех желающих из лагеря Лжедмитрия II. Жители Смоленска отказались сдаться и оказались в осаде. Многие отряды, служившие Самозванцу, покинули его, и Лжедмитрий II вынужден был бежать в январе 1610 года из Тушина в Калугу, где он и был убит впоследствии в декабре 1610 года.
Весной 1610 года посланные польским королём гетманы Жолкевский и Сапега окружили Москву. Скопин-Шуйский внезапно скончался в апреле 1610 года. Шведы же перед этим бросили русские войска и, ограбив Ладогу, ушли в Швецию. Гетманы тайно послали московским боярам письмо, в котором написали, что они пришли с намерением остановить напрасное кровопролитие. И предложили боярам вместо царя Шуйского избрать на русский престол сына Сигизмунда III, королевича Владислава, который, по их словам, охотно примет православную веру. Такую же грамоту прислал боярам король Сигизмунд III. Большинство московских бояр и часть москвичей поколебались в преданности царю Шуйскому, и в июле 1610 года он был низложен, насильственно пострижен в монахи и отправлен в Чудов монастырь. В сентябре 1610 года москвичи пустили в столицу войско гетмана Жолкевского, который, установив в Москве свою власть в лице Семибоярщины, завладел московской казной и царскими сокровищами.
После низложения царя Шуйского на русский трон претендовали сразу несколько лиц: Лжедмитрий II, который хоть и лишился многих своих сторонников, но надежды на престол не терял; польский королевич Владислав, выкликнутый на царство боярской Думой и частью москвичей; польский король Сигизмунд III, имевший тайную мысль самому стать русским царём. Первоначально и патриарх Гермоген был склонен к согласию на избрание московским царём Владислава, при условии принятия королевичем православной веры и соблюдения всех русских обычаев. Однако, обнаружив замыслы Сигизмунда и увидев в этом угрозу государственному суверенитету и православной церкви, Гермоген, не внимая ни убеждениям боярской Думы, ни угрозам поляков, освободил москвичей от присяги Владиславу и проклял его и короля. С этого же времени (декабрь 1610) он начал писать и делать воззвания к верным сынам России, призывая их постоять за православие и Отечество.

## Организация первого народного ополчения
В начале января 1611 года патриарх Гермоген начал рассылать по русским городам грамоты, содержащие следующий призыв:

Вы видите, как ваше Отечество расхищается, как ругаются над святыми иконами и храмами, как проливают кровь невинную... Бедствий, подобных нашим бедствиям, нигде не было, ни в каких книгах не найдёте вы подобного.
Горячий отклик грамота патриарха нашла в Рязани, где воевода Прокопий Ляпунов первым из будущих вождей народного ополчения начал собирать патриотов русской земли для похода и освобождения Москвы от интервентов и уже от себя рассылал грамоты, призывая к борьбе против поляков.
Поляки, узнав об этом, призвали на помощь для разорения рязанских городов малороссийских казаков, которые заняли ряд городов, в том числе Пронск. Ляпунов отбил у них город, но и сам попал в осаду. На помощь Ляпунову пришёл зарайский воевода князь Д. М. Пожарский. Освободив Ляпунова, Пожарский вернулся в Зарайск. Но казаки, ушедшие из-под Пронска, захватили ночью зарайские укрепления (острог) вокруг кремля, где находился Пожарский. Пожарскому удалось выбить их оттуда, уцелевшие бежали.
Ополчение Ляпунова было существенно усилено бывшими сторонниками «Тушинского вора», которые, впрочем, впоследствии и погубили его начинание. В их числе были князь Д. Т. Трубецкой, Масальский, князья Пронский и Козловский, Мансуров, Нащокин, Волконский, Волынский, Измайлов, Вельяминов. Перешла на сторону ополченцев и казацкая вольница во главе с атаманами Заруцким и Просовецким.
В январе 1611 года нижегородцы, утвердившись крестным целованием (клятвой) с балахонцами (жителями города Балахны), разослали призывные грамоты в города Рязань, Кострому, Вологду, Галич и другие, прося прислать в Нижний Новгород ратников, чтобы «стати за…веру и за Московское государство заодин». Воззвания нижегородцев имели успех. Откликнулось много поволжских и сибирских городов.
Рязанский воевода Прокопий Ляпунов, в свою очередь, направил в Нижний Новгород своих представителей для согласования сроков похода на Москву и просил нижегородцев взять с собой побольше боевых припасов, в частности пороха и свинца.

## Поход на Москву
Передовой отряд нижегородцев выступил из Нижнего Новгорода 8 февраля, а главные силы под командованием воеводы, князя Репнина — 17 февраля. Во Владимире передовой отряд нижегородцев соединился с казацким отрядом Просовецкого. Репнин, соединившись в дороге с Масальским и Измайловым, догнал передовой отряд и все они вместе в середине марта 1611 года достигли Москвы, где встретились с войсками Ляпунова и других воевод. В числе сподвижников Ляпунова прибыл со своим отрядом и зарайский воевода, князь Пожарский. Польский гарнизон Москвы насчитывал 7 тысяч солдат под началом гетмана Гонсевского, 2000 из них составляли немецкие наемники.
Передовые отряды Первого ополчения 19 марта 1611 года достигли стен Москвы, где началось народное восстание, которое было жестко подавлено отрядом немецких наемников. По подсчётам некоторых современных авторов, погибло до 7 тыс. москвичей. Большое количество жертв объясняется возникшим в ходе беспорядков пожаром. Тогда же был убит находившийся под стражей князь Андрей Васильевич Голицын.
Среди москвичей оказались проникшие в город передовые отряды ополчения, возглавляемые князем Пожарским, Бутурлиным и Колтовским. Отряд Пожарского встретил врагов на Сретенке, отразил их и прогнал в Китай-город. Отряд Бутурлина сражался в Яузских воротах, отряд Колтовского — на Замоскворечье. Не видя другого средства одержать победу над неприятелем, польские войска вынуждены были поджечь город. Назначены были специальные роты, которые поджигали город со всех сторон. Большая часть домов была предана огню. Многие церкви и монастыри были разграблены и разрушены.
20 марта поляки контратаковали отряд Первого ополчения, засевший на Лубянке. Пожарский был тяжело ранен, его отвезли в Троицкий монастырь. Попытка поляков занять Замоскворечье не удалась, и они укрепились в Китай-городе и Кремле.
23 марта к Москве подошел отряд казаков Просовецкого, но он был атакован польской кавалерией Зборовского и Струся, понес значительные потери и отступил. В стычке полегло около 200 казаков Просовецкого, после чего он перешёл в оборону («засел в гуляй-городах»). Поляки не рискнули нападать и вернулись в Москву.
27 марта к Москве подошли основные силы Первого ополчения: отряды Ляпунова, Заруцкого и других. Ополчение в 100 тысяч человек укрепилось у Симонова монастыря. К 1 апрелю ополчение было уже в сборе. 6 апреля оно атаковало башни Белого города, а 22 мая — башни Китай-города.

## Разлад в ополчении
Остановившись под Москвой, народное ополчение не стало начинать активных боевых действий против оказавшихся в осаде поляков, а занялось восстановлением структур власти. На основе штаба армии был сформирован Земский собор, состоявший из вассальных татарских ханов (царевичей), бояр и окольничих, дворцовых чиновников, дьяков, князей и мурз (татарских князей), дворян и боярских детей, казацких атаманов, делегатов от рядовых казаков и всех служилых людей.
В ополчении тотчас обозначилось различие интересов казаков и дворян: первые стремились к сохранению своей вольности, вторые — к укреплению крепостнических порядков и государственной дисциплины. Обстановка осложнялась личным соперничеством между двумя яркими фигурами во главе ополчения — Иваном Заруцким и Прокопием Ляпуновым. Этим умело воспользовались поляки. Они отправили казачеству сфабрикованные грамоты, где было написано, якобы Ляпунов пытается уничтожить казачество. Ляпунов был вызван в казачий круг и там зарублен 22 июля 1611 года. После этого большинство дворян покинуло лагерь; казаки под командованием Заруцкого и князя Трубецкого оставались вплоть до подхода второго ополчения князя Пожарского, первые отряды которого подошли к Москве 24 июля и 2 августа 1612 года. Узнав о приходе ополченцев, Заруцкий со своим казачьим отрядом бежал в Коломну, а затем в Астрахань, опасаясь обвинения в попытке устранения Пожарского.